# Cartelles
Cartelles é um gênero fóssil de macaco da família Atelidae. Tem uma única espécie descrita para o gênero Cartelles coimbrafilhoi. Seus restos fósseis foram encontrados na caverna Toca da Boa Vista, em Campo Formoso, Bahia.